# Chakra wa Doubeih
Chakra wa Doubeih è un centro abitato e comune (municipalité) del Libano situato nel distretto di Bent Jbail, governatorato di Nabatiye.